# 吳守禮
吳守禮（1909年3月17日—2005年10月14日），字從宜，生於日治臺灣台南州台南市，語言學家，主要研究中國文學和臺灣話，亦擅長華語。

## 生平
吳守禮出生在臺南市，父親吳筱霞為地方士紳，喜愛漢詩文，常與文友相唱和。吳守禮在詩文薈萃的臺南吳園出生、成長，後因父親職務之故，隨其遷居於彰化和台中等地。畢業於臺中州立第一中學校（今臺中一中）之後，先後進入臺北高等學校與臺北帝國大學就讀。
吳守禮在臺北高校文科乙類，主修德文，認識到德意志學者「為學問而學問」的治學精神。在進入臺北帝大的文政學部文學科東洋文學專攻（日本的東洋學主要指漢學）後，在日本漢學家神田喜一郎的指導下，接觸了考據學與校勘學的研究方法，以及京都漢學派的學風。
畢業之後，吳守禮留在文政學部擔任副手，持續研究數年後，接受神田教授的推薦，前往京都東方文化研究所（今京都大學人文科學研究所）參與所藏文獻及圖書的整理工作，在學習北京話的同時，一邊觀察京都派的研究方法。
戰爭期間回到臺灣，進入當時臺北帝大剛成立的南方人文研究所，開始著手於福建歷史及語言的研究，並在終戰當日，完成日文版《福建語研究導論：民族與語言》，戰後將其譯為中文，發表於《人文科學論叢 第一輯》（1949）。
戰後初期，吳守禮曾任職於臺灣省國語推行委員會，協助臺灣方音符號的推廣，同時在臺灣大學擔任副教授，主要教授國語課程。
先後完成《臺灣省通志稿 卷二 人民志語言篇》（1954）與《荔鏡記戲文研究 校勘篇》（1961）等學術專著之後，吳守禮更投入早期閩南戲曲荔鏡記各版本文獻的蒐集、整理與考證的研究工作，而這也是他最具代表性的學術成就。
2000年，以九十二歲高齡，出版苦心編纂二十二年的權威字典《國臺對照活用辭典》，全書收錄近一萬三千字，約六萬條詞目，總字數近五百萬字。

## 著作

### 字辭典
- 《綜合閩南臺灣語基本字典初稿－手寫本》，文史哲出版社，1987年10月
- 《國臺對照活用辭典－詞性分析、詳注廈漳泉音》，遠流出版事業股份有限公司，2000年8月，ISBN 9789573240884
- 《台語正字》，林榮三文化公益基金會，2005年6月，ISBN 9579759243
- 《綜合臺灣閩南語基本字典－部分臺國對照》，從宜出版社，2014年12月，ISBN 9789574308590 (註1)

### 閩臺方言史資料研究叢刊
- 《閩南方言研究集(1)》，從宜出版社，1995年3月，ISBN 9576382785
- 《福客方言綜誌》，從宜出版社，1997年12月，ISBN 9579725411
- 《閩南方言研究集(2)》，從宜出版社，1998年3月，ISBN 9576384990
- 《清順治刊荔枝記戲文校理》，從宜出版社，2001年12月，ISBN 9869997309
- 《清光緒刊荔枝記戲文校理》，從宜出版社，2001年12月，ISBN 9869997317
- 《明嘉靖刊荔鏡記戲文校理》，從宜出版社，2001年12月，ISBN 9869997481
- 《明萬曆刊荔枝記戲文校理》，從宜出版社，2001年12月，ISBN 986999749X
- 《明萬曆刊金花女戲文校理》，從宜出版社，2002年7月，ISBN 9574103323
- 《明萬曆刊蘇六娘戲文校理》，從宜出版社，2002年7月，ISBN 9574103331
- 《清乾隆刊同窓琴書記戲文校理》，從宜出版社，2003年8月，ISBN 9574111970
- 《清光緒新刊宣講戲文校理》，從宜出版社，2005年10月，ISBN 9574131025
- 《什音全書中的閩南語資料研究》，從宜出版社，2006年1月，ISBN 9574133613
- 《清道光咸豐閩南歌仔冊選注》，從宜出版社，2006年3月，ISBN 957413461X
- 《明嘉靖刊荔鏡記戲文分類詞彙》，從宜出版社，2007年1月，ISBN 9789574142569

## 外部連結
- 閩南語研究的老先覺---吳守禮教授（页面存档备份，存于）